# Ludwik Brożek

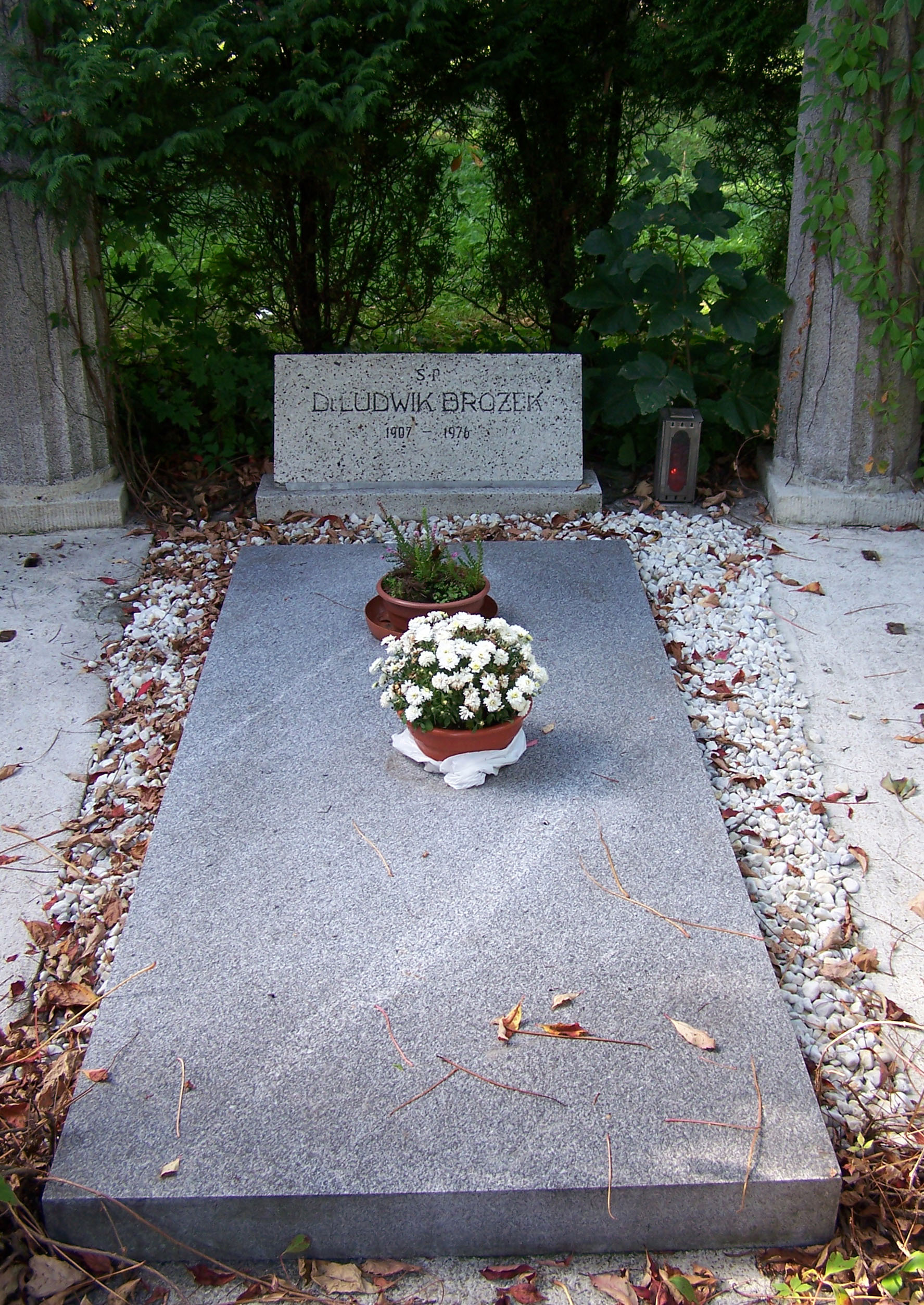
Grób Ludwika Brożka na Cmentarzu Komunalnym w Cieszynie

Ludwik Brożek pseud. Jan Kurzelowski (ur. 25 sierpnia 1907 w Karwinie, zm. 7 czerwca 1976 w Cieszynie) – polski bibliotekarz, bibliograf, kustosz Muzeum w Cieszynie, publicysta, nauczyciel, folklorysta Śląska Cieszyńskiego.

## Życiorys
Był synem Franciszka, górnika, i Florentyny z d. Iwaszek. Ukończył szkołę ludową w Karwinie, następnie kształcił się w Polskim Gimnazjum w Orłowej. Maturę zdał w 1927 w Gimnazjum Matematyczno-Przyrodnicznym w Cieszynie. Studiował na Wydziale Teologicznym Uniwersytetu Jagiellońskiego, po roku przeniósł się na dwuletnie Państwowe Pedagogium w Krakowie.
Od 1929 współpracował z Zaraniem Śląskim, od 1931 był sekretarzem tego czasopisma. Został też sekretarzem Sekcji Bibliofilskiej powstałej przy Kole Śląskim Związku Bibliotekarzy Polskich.
W latach 1930–1931 był nauczycielem w szkole podstawowej w Skoczowie, a od 1931 do 1935 w Cieszynie. Od 1935 był adiunktem w Bibliotece Sejmowej w Katowicach (późniejsza Biblioteka Śląska).
W 1938 powrócił z Katowic do Cieszyna. 1 kwietnia 1939 został kustoszem tamtejszego Muzeum Miejskiego. W czasie II wojny światowej pracował w kopalni węgla w Karwinie, w przedsiębiorstwach budowlanych w Łazach i Stonawie oraz w przedsiębiorstwie przewozowym w Cieszynie.
Jego bibliografia liczy ponad 500 pozycji. Współpracował z Polskim Słownikiem Biograficznym. Zgromadził 15 tysięcy książek i broszur, które po jego śmierci w całości kupił Uniwersytet Śląski (dla Biblioteki Wydziału Filologicznego w Sosnowcu). Zwany był „śląskim Estreicherem”. Ceniony wśród humanistów w całej Polsce, korespondował m.in. ze Stanisławem Pigoniem, Julianem Krzyżanowskim i Tadeuszem Mikulskim.
Był przyjacielem Gustawa Morcinka; dostarczał pisarzowi źródeł potrzebnych mu do pisania m.in. powieści Ondraszek i  monografii etnograficznej Ziemia cieszyńska.
W latach 50. i 60., gdy był dyrektorem Oddziału Zabytkowego Biblioteki Śląskiej, spotykali się przy jego biurku wszyscy, którzy w ten czy inny sposób byli związani z kulturą regionu; byli wśród nich m.in. Zofia Kossak, Paweł Kubisz, Gustaw Przeczek i Henryk Jasiczek. Bolesław Lubosz dedykował mu wiersz Cieszyn z romantycznej pocztówki.
Pochowany w Grobie Zasłużonych na Cmentarzu Komunalnym w Cieszynie. Jego imieniem została nazwana jedna z ulic Cieszyna.

## Wybrane publikacje Ludwika Brożka
- Bibliografia pism księdza Londzina, „Zaranie Śląskie” 1930, z. 2.
- Kilka słów o Rocie Marii Konopnickiej, „Zaranie Śląskie” 1932, z. 1
- Dzieje pewnej koniunktury, „Kuźnica” 1936, nr 3
- Trzy wiosny, „Antena” 1938, nr 18
- Ks. Oskar Zawisza, „Zaranie Śląskie” 1939
- Paweł Hulka-Laskowski, „Odra” 1946, nr 40
- Twórczość Gustawa Morcinka. Zarys bibliograficzny, „Śląsk Literacki” 1954, nr 9
- Materiały do bibliografii Z. Kossak, 1922–1957, „Życie i Myśl” 1957, nr 3
- Jan Dzierżon : człowiek, dzieło, dokumenty : studium monograficzne
- Ludoznawstwo cieszyńskie
- Materiały do bibliografii Cieszyna, „Pamiętnik Cieszyński”, t. 1, Katowice 1961
- Z dziejów muzealnictwa w Cieszynie, (w:) Muzea na Górnym Śląsku w XIX i XX wieku, 1963
- Z dziejów książki polskiej na Śląsku Cieszyńskim
- Wspomnienia Cieszyniaków, Warszawa 1964